# محمد العجيمي
محمد العجيمي (2 سبتمبر 1960 -)، ممثل من البدون. بعد سحب جنسيته في 2025م جاءت شهرته بالتسعينات، وذلك بعد دخوله للمجال الفني بعشر سنوات، حيث قدم عدة أعمال مسرحية وتلفزيونية برزت اسمه.

## عن حياته
بدأ مشواره الفني على خشبة المسرح الجامعي أثناء دراسته بكلية العلوم السياسية في جامعة الكويت وذلك بعام 1979. ثم درس في المعهد العالي للفنون المسرحية في عام 1993، وعُرف بتأديته لأدوار الشر والكوميديا. وهو متزوج ولديه ثلاثة أبناء.

## من أعماله

### المسلسلات
- الميناء - سهرة تلفزيونية.
- الجوهرة والصياد.
- على الدنيا السلام.
- مدينة الرياح.
- نصيب.
- عاد ولكن.
- خذ وخل.
- عبد الله البري وعبد الله البحري.
- رجل سنة 60.
- الخوف.
- سوق المقاصيص.
- الاختيار.
- قلوب مهشمة.
- صالح وطالح.
- عذاري.
- حبل المودة.
- أحلام لا تعرف الدموع.
- عقاب.
- لعنة امرأة.
- بيت صالح السكراب.
- زمن مريان.
- باب الفرج.
- علمني كيف أنساك.
- امرأة تبحث عن المغفرة.
- الملافع.
- هابي هاوس.
- الحب الحلال.
- الخافي أعظم.
- دفعة القاهرة.
- مني وفيني.
- أنا عندي نص.
- والدي العزيز.
- كسرة ظهر.

### المسرحيات
- رجل مع وقف التنفيذ. 1986م.[2]
- عيال الديرة.
- حامي الديار.
- الدكتور صنهات.
- البمبرة.
- أرض وقرض.
- ليلى والذيب.
- بباي وبوتمبة.
- الكرة مدورة.
- لولاكي.
- وراهم وراهم.
- أزمة وتعدي.
- لولاكي.
- انتخبو أم علي.
- ولعها شعللها.
- كينغ كونغ والسلاحف.
- بشت المدير.
- صباح الخير يا كويت.
- لعيونك.
- عذبيني.
- عايلة عشر نجوم.
- الخواف.
- زوج سعادة الوزيرة.
- مولود بحبة فياغارا - مسرحية تلفزيونية.
- خمسة بيبان.
- قروب بوخلي.
- ليلة ربيع عين وقمراء.
- ينانوة جليعة 2.

### السينما
- 1993: ليلة القبض على الوزير.
- 2011: هالو كايرو.

## روابط خارجية
- محمد العجيمي على موقع قاعدة بيانات الأفلام العربية